# Bad Staffelstein
Bad Staffelstein (fino al 2001 Staffelstein) è una città tedesca di 10 631 abitanti nel circondario di Lichtenfels sulla strada della porcellana bavarese, nel Gottesgarten am Obermain ("Giardino divino sull'alto Meno"), che presenta molti luoghi di interesse. Di essi fanno parte il santuario dei Quattordici Santi, costruito da Balthasar Neumann, nonché l'abbazia di Banz. Luogo di escursioni è il vicino monte di Staffelberg.

## Geografia fisica
La località si estende su entrambe le rive del Meno, mentre il cuore del comune si trova sulla sponda sinistra. Il monte di Hausberg si trova nella zona di Staffelberg a sinistra del Meno con un'altitudine di 539 m s.l.m. (NN), sulla destra del Meno si erge il monte Eierberge di 451,1 m s.l.m. (NN).

## Storia

### Fino al XVIII secolo
Il monte Staffelberg è popolato dal neolitico. Là si trovava ai tempi dei Celti un oppidum, che il geografo Tolomeo menzionò come Menosgada. Venne probabilmente abbandonato attorno alla fine del secolo con l'invasione dei Germani, che si insediarono nella valle del Meno. Sul Chamnitzen, una scogliera lunga 300 metri tra Kümmersreuth e Lahm, vennero trovati recipienti di argilla frantumati di origine germanica che rimandano a un luogo di culto. Per un insediamento tuttavia il pezzo di roccia è inadatto.
Staffelstein comparve per la prima volta attorno all'800 nel Codex Eberhardi, nel quale venne descritto il distretto di Banz. Dalla metà del IX secolo il luogo era in possesso del convento di Fulda, nell'XI secolo divenne proprietà del principato di Bamberga. Il re Lotario III nel 1130 concedette ai fratelli di San Giorgio (i capitolari del duomo di Bamberga) il diritto di tenere mercato, il diritto di fabbricare e vendere merci e il diritto di dogana per Staffelstein. Dall'anno 1418 sono documentati quattro portali della città. Nel 1422 Staffelstein ottenne dal vescovo di Bamberga Federico III da Aufseß il diritto di costruire una fortificazione della città. Nel 1473, a causa di un attacco del cavaliere Ulrich von der Weide, si verificò un devastante incendio cittadino.
Durante la guerra dei trent'anni, il 7 febbraio 1633 gli svedesi conquistarono la città e distrussero la periferia. Nel 1634 la peste fece 400 vittime. Il 5 luglio 1684 si verificò un nuovo incendio della città che distrusse quasi tutte le abitazioni cittadine. Il quadro cittadino attuale è caratterizzato della ricostruzione in stile barocco. Entrambi gli edifici ecclesiastici più importanti delle immediate vicinanze, l'abbazia di Banz (inaugurata nel 1719) e il santuario dei Quattordici Santi (completato nel 1772), sottolineano anch'essi il carattere barocco della zona.

### Simboli
Il sigillo più antico conosciuto risale alla metà del XIV secolo e raffigura una montagna a quattro livelli, un rebus che richiama il nome della città poiché in tedesco Staffel significa "gradini". In un sigillo del 1640 e in un altro del XVIII secolo il monte Staffelberg è sostituito da un lindworm (una creatura simile a un drago) trafitto dalla lancia (senza bandiera) di san Giorgio a cavallo, l'antico patrono principale del Capitolo della Cattedrale di Bamberga. 
Nel 1819 furono stabiliti gli smalti attualmente in uso e venne scartato un nuovo stemma, utilizzato informalmente dopo il 1803 che raffigurava tre lettere "S" maiuscole d'argento su sfondo blu, iniziali di Siegel Stadt Staffelstein ("Sigillo della Città di Staffelstein").
Lo stemma rappresenta in campo azzurro un cavaliere armato d'oro, rivoltato, su un cavallo d'argento con bardatura dorata, saltante sopra una montagna d'oro di quattro gradini. Il cavaliere porta uno scudo e un vessillo d'argento, ciascuno recante una croce di rosso.

## Geografia antropica
La città di Bad Staffelstein ha 39 frazioni ufficialmente riconosciute:
| - Altenbanz - Eichelsee - End - Forsthaus Banz - Frauendorf - Gößmitz - Grundfeld - Hausen - Horsdorf - Kaider - Kloster Banz - Krögelhof - Kümmersreuth | - Kurklinik Lautergrund - Loffeld - Nedensdorf - Neubanz - Neuhof - Oberau - Püchitz - Romansthal - Rothhof - Schönbrunn - Schwabthal - Serkendorf - Stadel | - Staffelberg - Bad Staffelstein - Stublang - Tiefenthal - Uetzing - Unnersdorf - Unterzettlitz - Vierzehnheiligen - Voreichen - Weisbrem - Wiesen - Wolfsdorf - Zilgendorf |